# Woland

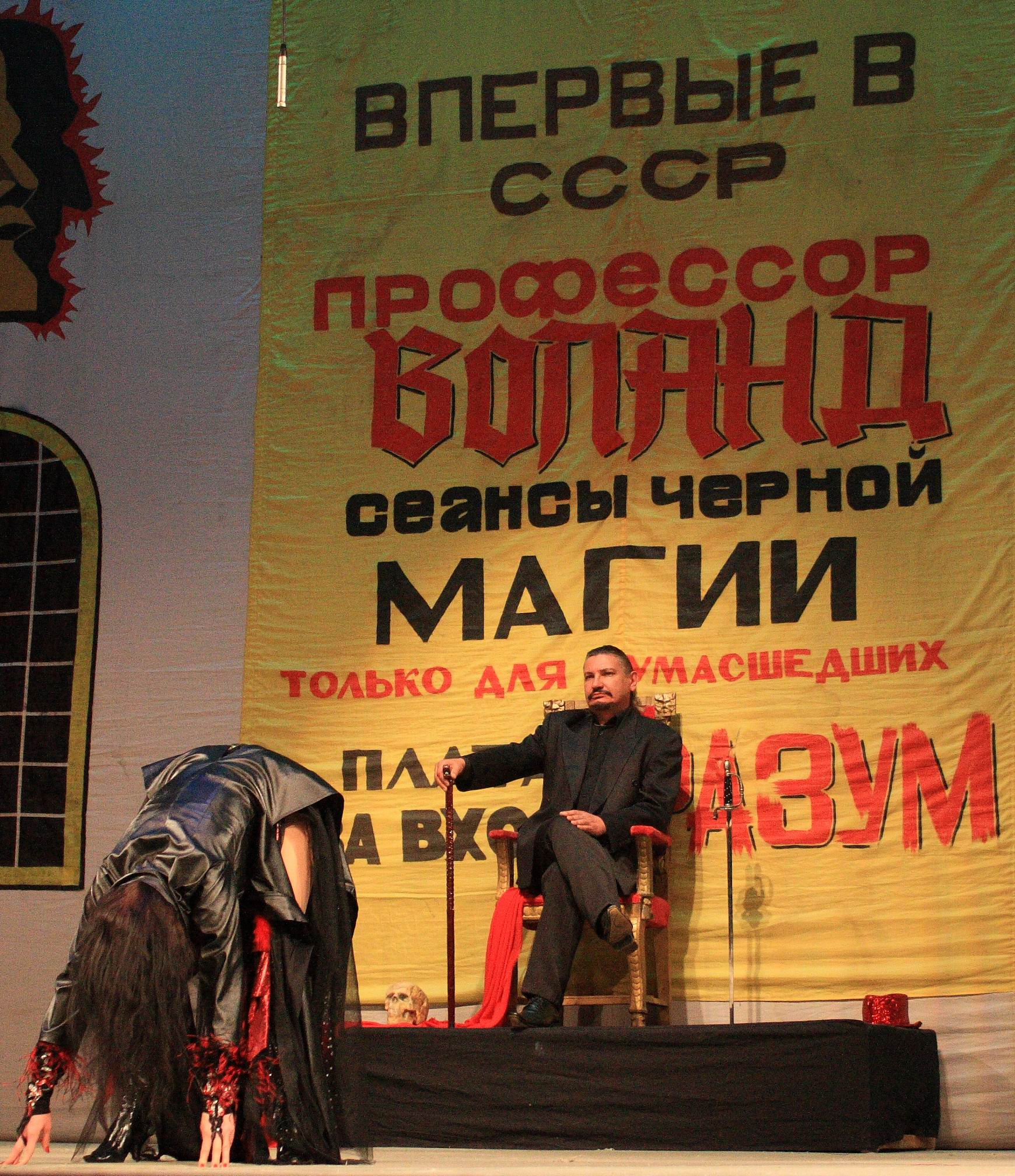
Woland

Woland è uno dei nomi germanici del Diavolo, quale appare in diverse varianti delle antiche leggende relative a Faust anche come Valand, Faland o Wieland. Con tale appellativo è citato una volta da Goethe nel suo Faust.
È anche il nome (in russo Воланд) di uno dei personaggi chiave del romanzo Il Maestro e Margherita di Michail Bulgakov. Dove, nei panni di un misterioso esperto di magia nera, Woland non è altri che Satana, in viaggio nella Mosca degli anni trenta, alla ricerca della sua compagna per il Gran Ballo annuale di Satana da tener appunto nella capitale sovietica.
(Woland)
Woland è il diavolo, o più precisamente "parte di quella forza che vuole costantemente il male e opera costantemente il bene" giunto nei panni di uno straniero nella Mosca degli anni '30, alla ricerca del Maestro per un duplice motivo: salvare il suo romanzo (riguardante la vera storia di Ponzio Pilato) e donare a lui ed alla sua amata Margherita il meritato riposo.